# آری هاویو
آری هاویو (به انگلیسی: Arie Haviv) دروازه‌بان اهل اسرائیل است که از سال ۱۹۷۸ تا ۱۹۸۵ میلادی عضو تیم ملی فوتبال اسرائیل بوده و در ۲۵ بازی ملی حضور داشته‌است.